# NGC 4614
NGC 4614 est une galaxie lenticulaire située dans la constellation de la Chevelure de Bérénice. Sa vitesse par rapport au fond diffus cosmologique est de 5 065 ± 20 km/s, ce qui correspond à une distance de Hubble de 74,7 ± 5,2 Mpc (∼244 millions d'al). NGC 4614 a été découverte par l'astronome prussien Heinrich Louis d'Arrest en 1864.
Comme on peut le voir sur l'image obtenue des données du relevé SDSS, il y a une barre au centre de cette galaxie lenticulaire (SB0), mais on voit aussi qu'elle est entourée d'un anneau externe, une caractéristique qui n'est rapportée que par la base de données HyperLeda (SB0/a/R).
NGC 4614 présente une large raie HI.

## Un triplet de galaxies?
La base de données NASA/IPAC cite un article qui mentionne que NGC 4613 fait partie d'un triplet de galaxies. Le contenu de cet article n'est pas disponible en ligne, mais les deux autres galaxies sont sans doute NGC 4614 et NGC 4615 situées à proximité sur la sphère céleste.

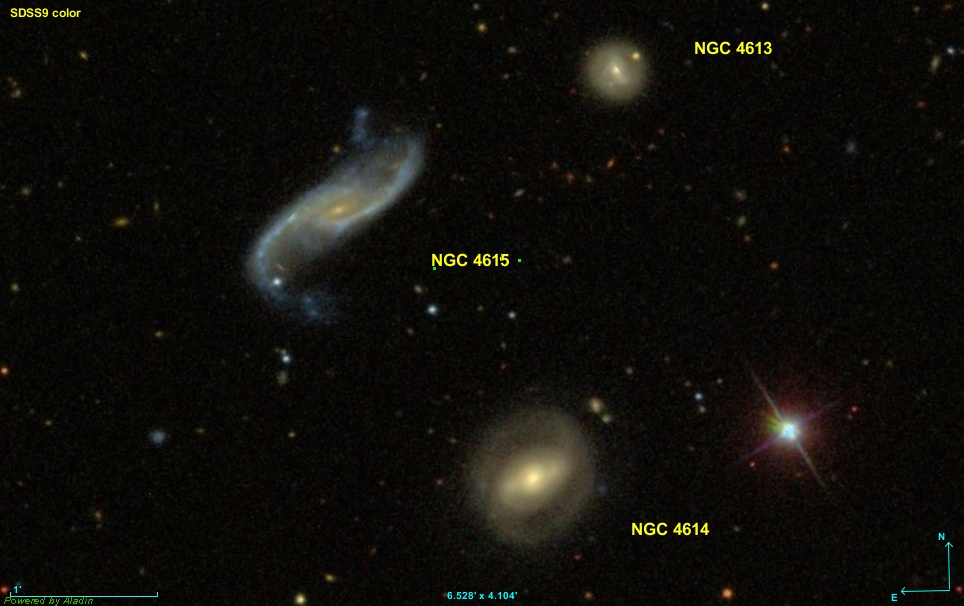
NGC 4614, NGC 4614 et NGC 4615 sont dans la même région de la sphère céleste.

Les distances de NGC 4614 et NGC 4615 sont respectivement égales à 244 millions a.l. et à 242 millions a.l., assez près l'une de l'autre pour que Abraham Mahtessian considère qu'elles forment une paire de galaxies. La distance de 251 millions de NGC 4613 la place au-delà de cette paire et aucune des sources consultées ne mentionne qu'elle fait partie d'un groupe de galaxies. Son appartenance à un trio de galaxies est donc incertaine.